# All-American Girl
All-American Girl è il secondo singolo estratto dall'album Carnival Ride della cantante statunitense Carrie Underwood.

## Classifiche
| Classifica (2007/2008)                   | Posizione massima |
| ---------------------------------------- | ----------------- |
| U.S. Billboard Hot Country Songs         | 1                 |
| U.S. Billboard Hot 100                   | 27                |
| U.S. Billboard Pop 100                   | 50                |
| Canadian Radio & Records Country Singles | 1                 |
| Canadian Hot 100                         | 45                |